# 阪口周平
阪口 周平（さかぐち しゅうへい、1977年9月5日 - ）は、日本の男性声優。アクセント所属。大阪府出身。

## 略歴
錦城高等学校卒業。
高校生ぐらいの時は『青春アドベンチャー』とかを聴いており、ラジオドラマの仕事をしてみようと声優を目指した。
東京アナウンスアカデミー声優科、映像テクノアカデミアを経て、マウスプロモーションに所属。
その後、フリー期間を経て、2008年10月から2013年12月まではディーカラーに所属していた。2014年1月よりアクセントに所属。

## 人物・エピソード
洋画吹き替えではクリス・パインやイ・ビョンホンを担当している。
阪口は声優という職業に関して「一番最後まで行き着いた時に何があるかを捜し続ける仕事である」「生半可な覚悟でやれるようなものではない」と語っている。
CASIO製の腕時計G-SHOCKを愛用しており、「『時計に負けちゃいけない!』と自然と気合が入る。逆に、家に帰って時計を外した途端に、電源が落ちたみたいに一気にテンションが下がる」と語っている。
尊敬する声優に大塚明夫を挙げている。
方言は大阪弁。趣味は自転車、バイク、車、時計。特技は柔道。
山寺宏一、梶裕貴ら他の有名声優26名と共同で、本人に無断で学習・生成される生成AI音声や映像に反対する有志の会として『NOMORE 無断生成AI』を結成し、啓発動画を公開した。

## 出演
太字はメインキャラクター。

### テレビアニメ
1999年
- トラブルチョコレート

2000年
- サイバーシックス（フィクストたち）

2001年
- 超GALS!寿蘭（生徒）
- 星界の戦旗II（ダークセス乗員、部下B）
- はじめの一歩（2001年 - 2013年、商店街の人、今江克孝） - 2シリーズ

2002年
- Weiß kreuz Glühen
- キャプテン翼（第3作）（ドミンゴ選手B、来生哲平）
- 東京アンダーグラウンド（ハンマー男）

2003年
- 最遊記RELOAD（妖怪）
- スクラップド・プリンセス（子分C）
- 無人惑星サヴァイヴ（男子1）

2004年
- ギルガメッシュ（警備員）
- 攻殻機動隊 S.A.C. 2nd GIG（パイロット）
- サムライガン（市川知修）
- 美鳥の日々（不良2）
- 焼きたて!!ジャぱん（2004年 - 2006年、河内恭介）

2005年
- 格闘美神 武龍（2005年 - 2006年、大場政夫） - 2シリーズ
- ギャラリーフェイク（刑事）

2006年
- NARUTO -ナルト-（花月陽一）
- 無敵看板娘（ナレーション）

2007年
- 一騎当千 シリーズ（2007年 - 2010年、夏侯惇元譲） - 3シリーズ
- おおきく振りかぶって（2007年 - 2010年、梶山力、高島 他） - 2シリーズ
- 風のスティグマ（不良）
- ケロロ軍曹（生徒）
- 東京魔人學園剣風帖 龖（ワン、刑事B、八広、謎の男、アラン蔵人） - 2シリーズ
- ぷるるんっ!しずくちゃん（コーリー君）
- ムシウタ（きりきり）
- 名探偵コナン（2007年 - 2025年、警官、大戸六輔、吾妻史裕、降谷渡、和久田順光、面男、北別府綾也）
- ロミオ×ジュリエット（労役者）

2008年
- イタズラなKiss（池沢金之助）
- サザエさん（2008年 - 2014年、富士男）
- 隠の王（陽炎）
- ネオ アンジェリーク Abyss -Second Age-（チンピラ）
- 熱走! 亀1グランプリ（ギリノコ、マッチョメン）
- ミチコとハッチン（店主、DJ）

2009年
- イナズマイレブン（2009年 - 2012年、綱海条介、マック・ロニージョ 他） - 2シリーズ
- スティッチ!（ダマルフ）
- NARUTO -ナルト- 疾風伝（重吾）

2010年
- アイアンマン（川島）
- SDガンダム三国伝 Brave Battle Warriors（張繍ブリトヴァ、村人）
- 鋼の錬金術師 FULLMETAL ALCHEMIST（メイスン）
- ひめチェン!おとぎちっくアイドル リルぷりっ（美保パパ）
- RAINBOW-二舎六房の七人-（チャーリー）

2011年
- デジモンクロスウォーズ 〜時を駆ける少年ハンターたち〜（真下ヒデアキ）
- FAIRY TAIL（2011年 - 2024年、メスト / ドランバルト） - 4シリーズ
- ポケットモンスター ベストウイッシュ（2011年 - 2012年、アントーニオ、ラリー） - 2シリーズ
- ルパン三世 血の刻印 〜永遠のMermaid〜（刑事）

2012年
- 頭文字D Fifth Stage（奥山広也）
- ギルティクラウン（難波大秀）
- スマイルプリキュア!（黄瀬勇一）
- 戦国コレクション（さとし）

2013年
- 革命機ヴァルヴレイヴ（バーネット）
- 絶対防衛レヴィアタン（オルテッド）
- NARUTO -ナルト- SD ロック・リーの青春フルパワー忍伝（重吾）

2014年
- 金田一少年の事件簿R（湖森涼介）
- ハイキュー!!（2014年 - 2020年、滝ノ上祐輔） - 5シリーズ
- ブラック・ブレット（三ヶ島社長）

2015年
- バトルスピリッツ 烈火魂（赤井長頼）
- ポケットモンスター XY（ホワイト）
- ログ・ホライズン（2015年 - 2021年、レオナルド） - 2シリーズ

2016年
- バトルスピリッツ ダブルドライブ（大会MC、神官A、部下、黄のアルティメット）

2017年
- BORUTO-ボルト- -NARUTO NEXT GENERATIONS-（重吾）
- 将国のアルタイル（アウグスト）

2018年
- 伊藤潤二『コレクション』（向田哲郎）
- BANANA FISH（李華龍、マクマーフィ）
- BAKUMATSU（久坂玄瑞）

2019年
- 名探偵コナン 紅の修学旅行（阿賀田力）
- ブギーポップは笑わない（モ・マーダー）

2020年
- GREAT PRETENDER（劉暁）

2021年
- ドラゴンクエスト ダイの大冒険 (2020)（2021年 - 2022年、アポロ）
- すばらしきこのせかい The Animation（777）
- 白い砂のアクアトープ（雅藍洞凡人）
- SHAMAN KING（ピノ・グレアム）
- もっと!まじめにふまじめ かいけつゾロリ（モリモリ）
- ルパン三世 PART6（リー）
- 半妖の夜叉姫（五郎）

2022年
- デリシャスパーティ♡プリキュア（2022年 - 2023年、ナルシストルー）
- ドラえもん（テレビ朝日版第2期）（大人出木杉）

2023年
- 魔法使いの嫁 SEASON2（ゾーイ父）
- ゾン100〜ゾンビになるまでにしたい100のこと〜（香坂三喜男）
- MFゴースト（2023年 - 2024年、奥山広也） - 2シリーズ

2024年
- ONE PIECE（シャカ）
- メタリックルージュ（来訪者2）
- 魔王の俺が奴隷エルフを嫁にしたんだが、どう愛でればいい?（魔王）
- BLEACH 千年血戦篇-相剋譚-（浮竹十三）
- チ。-地球の運動について-（2024年 - 2025年、クラボフスキ）

2025年
- わたしの幸せな結婚（雲庵雀児）
- 真・侍伝 YAIBA（クモ男）
- Aランクパーティを離脱した俺は、元教え子たちと迷宮深部を目指す。（ビンセント五世）
- 機動戦士Gundam GQuuuuuuX（ワッケイン） - 2025年に劇場先行版が公開
- 鬼人幻燈抄（兼臣）
- New PANTY & STOCKING with GARTERBELT（万田、ジョブズ）
- 雨と君と（日浦）

### 劇場アニメ
2007年
- 甲虫王者ムシキング スーパーバトルムービー 〜闇の改造甲虫〜（ミヤマクワガタA）

2010年代
- 名探偵コナン 天空の難破船（2010年、テロリスト）
- クレヨンしんちゃん 嵐を呼ぶ黄金のスパイ大作戦（2011年、アカリ）
- 劇場版イナズマイレブンGO vs ダンボール戦機W（2012年、綱海条介）
- 新劇場版 頭文字D Legend2 -闘走-（2015年、庄司慎吾）
- 劇場版 黒子のバスケ LAST GAME（2017年、ニック）

2020年代
- ジョゼと虎と魚たち（2020年）
- 劇場版ハイキュー!! ゴミ捨て場の決戦（2024年、滝ノ上祐輔）
- 劇場版 イナズマイレブン 新たなる英雄たちの序章（2024年、天宮寺嶺）

### OVA
- I"s Pure（2005年、男子生徒、父）
- 一騎当千 集鍔闘士血風録（2012年、夏侯惇元譲）
- アイアンマン：ライズ・オブ・テクノヴォア（2013年、ホークアイ）
- アベンジャーズ コンフィデンシャル: ブラック・ウィドウ & パニッシャー（2014年、ホークアイ）
- 一騎当千 Extravaganza Epoch（2015年、夏侯惇元譲[35]）
- 機動戦士ガンダム THE ORIGIN（2016年、学生）

### Webアニメ
- 機動戦士ガンダム Twilight AXIS（2017年、ダントン・ハイレッグ[36]）
- バトルスピリッツ サーガブレイヴ（2019年、ザバイア）
- バトルスピリッツ 赫盟のガレット / ミラージュ（2020年 - 2022年、モルガン・バクスター[37][38]） - 2作品
- TIGER & BUNNY 2（2022年、マッティア・イングラム）

### ゲーム
2001年
- サクラ大戦3 〜巴里は燃えているか〜（群集）

2002年
- サクラ大戦4 〜恋せよ乙女〜（群集）

2003年
- サクラ大戦 〜熱き血潮に〜（群集）
- ルパン三世 海に消えた秘宝（部下A）

2004年
- 九龍妖魔學園紀（ナビゲーション：虎の着ぐるみ）
- 3年B組金八先生 伝説の教壇に立て!（真壁浩一）
- センチメンタルプレリュード（野々村大地）
- 探偵 神宮寺三郎 KIND OF BLUE（薮中健一）

2005年
- 風雲 幕末伝（伊東甲子太郎）

2008年
- アーマード・コア フォーアンサー（CUBE、ダン・モロ）
- 侍道3（藤森兵、野武士、村人、町人）
- ソウルキャリバーIV（アプレンティス）
- 龍が如く 見参!

2009年
- イナズマイレブン シリーズ（2009年 - 2010年、綱海条介） - 2作品
- 暗闇の果てで君を待つ（秋山朋）
- サイキン恋シテル?（西ノ宮京平）
- NARUTO -ナルト- 疾風伝 ナルティメットアクセル3（重吾）
- リトルアンカー（リヒャルト・クロイツァー）

2010年
- EAT LEAD マット・ハザードの逆襲（マスター・シェフ）
- 維新恋華 龍馬外伝（伊達小次郎）
- NARUTO -ナルト- 疾風伝 キズナドライブ（重吾）
- NARUTO -ナルト- 疾風伝 ナルティメットストーム2（重吾）

2011年
- イナズマイレブン ストライカーズ（2011年 - 2012年、綱海条介、グレント、石平半蔵、マック・ロニージョ、サタナトス、ロータス、ドラゴ・ヒル、スキッド・ウー） - 3作品
- 頭文字D ARCADE STAGE 6AA（奥山広也）
- エースコンバット アサルト・ホライゾン（セルゲイ・イリッチ）
- 機動戦士ガンダム オンライン（男性パイロット1）

2012年
- FAIRY TAIL ゼレフ覚醒（メスト・グライダー / ドランバルト）

2013年
- NARUTO -ナルト- 疾風伝 ナルティメットストーム3（重吾）
- バイオハザード6 Special Package（ピアーズ・ニヴァンス）
- 花咲くまにまに（坂本龍馬）

2014年
- inFAMOUS Second Son（デルシン・ロウ）
- NARUTO -ナルト- 疾風伝 ナルティメットストームレボリューション（重吾）
- ハイキュー!! 繋げ!頂の景色!!（滝ノ上祐輔）
- はじめの一歩（今江克孝）

2015年
- アンティル・ドーン 惨劇の山荘（ジョッシュ）
- Everybody's Gone to the Rapture 幸福な消失（リース・シプリー）

2016年
- オーバーウォッチ（ハンゾー）
- NARUTO -ナルト- 疾風伝 ナルティメットストーム4（重吾）
- ミラーズエッジ カタリスト（イカロス）

2017年
- 陰陽師（酒呑童子）

2018年
- サガ スカーレット グレイス 緋色の野望（アントニウス）

2020年
- ファイナルファンタジーVII リメイク（ビッグス）
- The Last of Us Part II（オーウェン）

2021年
- 東京放課後サモナーズ（ホテイ、ヒマヴァット）

2022年
- 神界奇伝〜八百万神の幻想譚〜（魔聖）
- タクティクスオウガ リボーン（ランスロット・ハミルトン）
- 機動戦士ガンダム U.C. ENGAGE（ダントン・ハイレッグ）

2023年
- テミラーナ国の強運姫と悲運騎士団（ミラン）
- イースX -NORDICS-（グンナル）
- インフィニティ ストラッシュ ドラゴンクエスト ダイの大冒険（アポロ）

2024年
- ファイナルファンタジーVII リバース（ビッグス）

### ドラマCD
- イナズマイレブン ドラマCD「復活の絆!!」（綱海条介）

### 吹き替え

#### 担当俳優
アダム・ロドリゲス
- クリミナル・マインド FBI行動分析課（ルーク・アルヴェス）
- CSI:マイアミ（エリック・デルコ）※シーズン7から
- ナイトシフト 真夜中の救命医（ジョーイ・チャベス）
- ブルックリン74分署（ヘクター・ヴィラヌエヴァ巡査）

イ・ビョンホン
- アイ・カム・ウィズ・ザ・レイン（ス・ドンポ）
- インサイダーズ/内部者たち（アン・サング）
- エターナル（カン・ジェフン）
- 王になった男（光海 / ハソン）※ソフト版
- KCIA 南山の部長たち（キム・ギュピョン）
- G.I.ジョー（ストームシャドー）
- G.I.ジョー バック2リベンジ（ストームシャドー）
- それだけが、僕の世界（ジョハ）
- ターミネーター:新起動/ジェニシス（T-1000）
- 天命の城（チェ・ミョンギル）
- 白頭山大噴火（リ・ジュンピョン）
- マグニフィセント・セブン（ビリー・ロックス）
- MASTER/マスター（チン・ヒョンピル）
- 密偵（チョン・チェサン）
- REDリターンズ（ハン・チョバイ）

クリス・パイン
- アウトロー・キング スコットランドの英雄（ロバート・ブルース）※Netflix版
- アンストッパブル（ウィル・コルソン）
- エージェント:ライアン（ジャック・ライアン）
- クレイジー・ドライブ（カロス）
- 最後の追跡（トビー）
- 死の谷間（ケイレブ）
- スター・トレックシリーズ（ジェームズ・T・カーク）
  - スター・トレック（2009）
  - スター・トレック イントゥ・ダークネス
  - スター・トレック BEYOND

- モンスター上司2（レックス・ハンソン）

コリン・ファレル
- シュガー（ジョン・シュガー）
- デッドマン・ダウン（ヴィクター）
- ニューヨーク 冬物語（ピーター・レイク）

サム・ライリー
- 高慢と偏見とゾンビ（ミスター・ダーシー）
- マレフィセント（ディアヴァル）
  - マレフィセント2

ジェイ・ヘルナンデス
- ホステル（パクストン）
- ホステル2（パクストン）
- レッド・ウォリアー（エラリ）

ジェリー・トレイナー
- iCarly（スペンサー・シェイ）
  - iCarly (2021年)

- ビクトリアス（観客、スペンサー・シェイ）
- サム&キャット（隔離患者スティーブ、本人役）

ジェレミー・レナー
- ウインド・リバー（コリー・ランバート）
- ザ・タウン（ジェームズ・“ジェム”・コフリン）
- マイティ・ソー（クリント・バートン / ホークアイ）

マイロ・ヴィンティミリア
- ギルモア・ガールズ（ジェス・マリアーノ）
- GOTHAM/ゴッサム（ジェイソン・レノン / オーガ）
- ドクターズ・ハイ（テッド・グレイ）
- HEROES/ヒーローズ（ピーター・ペトレリ）※シーズン3 #48から

#### 映画
- アイ・アム・ナンバー4（マーク・ジェームズ〈ジェイク・アベル〉）
- 愛の行方（ユセフ）
- アニマル・ファクトリー（ポール）
- アメリカン・スナイパー（ビグルス〈ジェイク・マクドーマン〉）
- アローン・イン・ザ・ダークII（エドワード・カンビー〈リック・ユーン〉）
- アロハ（ブライアン・ギルクレスト〈ブラッドリー・クーパー〉）
- アンボーン（マーク〈キャム・ギガンデット〉）
- イノセント・ボーイズ（フランシス）
- インターンシップ（グレアム・ホートリー〈マックス・ミンゲラ〉）
- インタビュー・ウィズ・ヴァンパイア（ダニエル〈クリスチャン・スレーター〉[65]）※BS10スターチャンネル版
- ウォーターワールド ※テレビ東京版
- ウォンタクの天使（ウォンタク〈イ・ミヌ〉）
- エグザイル/絆（ブレイズ〈アンソニー・ウォン〉）
- X-ミッション（ジョニー・ユタ〈ルーク・ブレイシー〉）
- エンダーのゲーム（ピーター・ウィギン）
- 俺たちフィギュアスケーター（ジミー〈ジョン・ヘダー〉）
- 海角七号 君想う、国境の南（アガ〈ファン・イーチェン〉）
- 快盗ブラック・タイガー（サコン）
- 顔のないスパイ（ベン・ギアリー〈トファー・グレイス〉）
- きみが還る場所（ドン・パイパー〈ヘイデン・クリステンセン〉[66]）
- KIMI/サイバー・トラップ（テリー〈バイロン・バウワーズ〉[67]）
- クリムゾン・ピーク（アラン・マクマイケル〈チャーリー・ハナム〉）
- グリンチ（ドリュー・ルー・フー〈ジェレミー・ハワード〉）※劇場公開版
- クロニクル（マット・ギャリティー〈アレックス・ラッセル〉）
- ケイト（ジェームズ〈ミキール・ハースマン〉）
- 下宿人（ウィルキンソン〈シェーン・ウェスト〉）
- 結婚まで1%（ウィル〈ダン・スティーヴンス〉）
- 幻影師アイゼンハイム（アイゼンハイム〈エドワード・ノートン〉）
- GODZILLA ゴジラ（降下指揮官[68][5]）
- 西遊記リローデッド（孫悟空〈チェン・ボーリン〉）
- ザ・コンサルタント（ブラクストン〈ジョン・バーンサル〉）
- ザ・ベビーシッター（マックス〈ロビー・アメル〉）
- ザ・ベビーシッター キラークイーン（マックス〈ロビー・アメル〉）
- 猿の惑星シリーズ
  - 猿の惑星: 創世記（ドッジ・ランドン〈トム・フェルトン〉[69]）
  - 猿の惑星: 聖戦記（プリーチャー〈ガブリエル・チャバリア〉[70]）
- 30日の婚活トラベル（サム〈アダム・ブロディ〉）
- ジェミニマン（マリーノ〈E・J・ボニーリャ〉[71]）
- シミュラント 反乱者たち（エバン〈ロビー・アメル〉）
- ジュリエットからの手紙（チャーリー・ワイマン〈クリストファー・イーガン〉）
- シティ・オブ・ゴッド（マヘク）
- ジャンパー（マーク少年時代〈ジェシー・ジェームズ〉）※DVD・BD版
- スーパークロス（トリップ〈マイク・ヴォーゲル〉）
- スケート・オア・ダイ（イドリス）
- スパイダー パニック!（ブレット〈マット・ズークリー〉）※テレビ東京版
- スパイ・レジェンド（デイビッド・メイソン〈ルーク・ブレイシー〉[72]）
- ソニック×シャドウ TOKYO MISSION[73]
- ダンピール 血の覚醒（クーリャック〈スチュアート・マーティン〉[74]）
- ダンボ（スケリッグ〈ジョセフ・ギャット〉[75]）
- 地球、最後の男（リー・ミラー〈ガンナー・ライト〉）
- チャプター27（マーク・チャップマン〈ジャレッド・レト〉）
- デスドール（マーカス）
- デス・リベンジ（バスティアン〈ウィル・サンダーソン〉）
- ドクター・ドリトル4（コール・フレッチャー）※DVD版
- トランスフォーマー: リベンジ（レオ・スピッツ〈ラモン・ロドリゲス〉）
- トワイライト 特別篇（アレック〈キャメロン・ブライト〉）※日本テレビで放映
- ナショナル・トレジャー リンカーン暗殺者の日記
- 7500（ヴェダット〈オミッド・メマール〉）
- 呪い襲い殺す（トレヴァー〈ダレン・カガソフ〉）
- パーティー・ナイトはダンステリア（カイル・マスターソン〈クリス・プラット〉）
- パーフェクト・ルーム（クリス・ヴァンオーウェン〈ジェームズ・マースデン〉）
- ハリケーンアワー（ノーラン・ヘイズ〈ポール・ウォーカー〉）
- バレット モンク（カー〈ショーン・ウィリアム・スコット〉）※テレビ版
- PAN 〜ネバーランド、夢のはじまり〜（ジェームズ・フック〈ギャレット・ヘドランド〉）※日本テレビ版
- P.S. アイラヴユー（ダニエル〈ハリー・コニックJr.〉）
- ヒットマンズ・レクイエム（エイリック〈ジェレミー・レニエ〉）
- ひとまず走れ!（ジノン〈キム・ヨンジュン〉）
- ビトレイヤー（マックス・ルインスキー〈ジェームズ・マカヴォイ〉）
- ファイナル・デイ（ジョン〈ジャスティン・レイ〉）
- 5デイズ（トマス・アンダース〈ルパート・フレンド〉）
- ファイヤー・ウィズ・ファイヤー 炎の誓い（ジェレミー・コールマン〈ジョシュ・デュアメル〉）
- ファンタスティック・フォー（ビクター・フォン・ドゥーム / Dr.ドゥーム〈トビー・ケベル〉）
- フリークス・シティ（ミラン・ピナチ〈エド・ウェストウィック〉[76]）
- プリンス・オブ・ペルシャ/時間の砂（ビス〈リース・リッチー〉）
- ブレイクスルー 奇跡の生還（ジェイソン・ノーブル牧師〈トファー・グレイス〉[77]）
- ブレット・トレイン（キムラ〈アンドリュー・小路〉[78]）
- ホームラン 人生の再試合（コリー・ブランド〈スコット・エルロッド〉）
- 僕のワンダフル・ジャーニー（バリー〈ケヴィン・クレイドン〉[79]）
- ホステル3（カーター〈キップ・パルデュー〉）
- マグダラのマリア（ユダ〈タハール・ラヒム〉）
- マックス（タイラー・ハーン〈ルーク・クラインタンク〉）
- マトリックス・レボリューションズ（スパークス〈ラッキー・ヒューム〉）※劇場公開版
- マローダーズ 襲撃者（ウェルズ捜査官〈エイドリアン・グレニアー〉）
- M:i:III（リック〈アーロン・ポール〉）※劇場公開版
- メタル・トランスフォーム（ジェイク）
- LIFE!（トナー社員）※劇場公開版
- ライブ・フロム・バグダッド 湾岸戦争最前線
- ラスト・ガン 地獄への銃弾（ニック〈ベン・バーンズ〉）
- ランボー/最後の戦場（スクールボーイ〈マシュー・マースデン〉）※テレビ東京版
- リトル・シングス（アルバート・スパルマ〈ジャレッド・レト〉[80]）
- リトル・ランボーズ（ローレンス・カーター〈エド・ウェストウィック〉）
- 猟奇的な彼女
- レッド・ドーン（マット・エッカート〈ジョシュ・ペック〉）
- レディ・オア・ノット（ダニエル〈アダム・ブロディ〉[81]）
- ロードキラー デッド・スピード（ジョーダン・ウェルズ〈ジェシー・ハッチ〉）
- ROCK YOU!（ウイリアム・サッチャー〈ヒース・レジャー〉）※日本テレビ版
- ロッジ LODGE（アレックス〈ザック・ウォード〉）
- ロミオ・マスト・ダイ
- ワイルドシングス4（カーソン・ホィートリー）
- ワンドゥギ（ワンドゥク〈ユ・アイン〉）

#### ドラマ
- アガサ・クリスティー 殺人は容易だ（ルーク・フィッツウィリアム〈デヴィッド・ジョンソン〉）
- アナザー・ライフ
- ARROW/アロー（伯爵〈セス・ガベル〉）
- ER緊急救命室
  - シーズン5 #2（アントワン）、#16（ヒューバート〈ニール・ブラウン・Ｊｒ〉）
  - シーズン6 #5（ネイサン）
  - シーズン7 #14（ケビン〈カール・アンダーソン〉）
  - シーズン8 #1（ニューハーフ）、#20（ビニー〈ジョヴァンニ・シルキア〉）
  - シーズン11 #18（エイドリアン〈アーレン・エスカーペタ〉）
  - シーズン12 #7（ジミー・ハウ〈ブラッドリー・スネデカー〉）
- イタズラなKiss
  - イタズラなKiss〜惡作劇之吻〜（池沢金之助〈ワン・ドンチェン〉）
  - イタズラなKiss〜惡作劇2吻〜（池沢金之助〈ワン・ドンチェン〉）
  - イタズラなKiss〜Playful Kiss（ポン・ジュング〈イ・テソン〉）
- ヴェロニカ・マーズ（ウォレス・フェンネル〈パーシー・ダッグス〉）
- エージェント・オブ・シールド シーズン1 #9（トバイアス・フォード〈ロバート・ベイカー〉）
- エア・シティ（カン・ハジュン〈イ・ジヌク〉）
- エデンの東（イ・ドンウク〈ヨン・ジョンフン〉）
- NCIS 〜ネイビー犯罪捜査班（リチャード・パーソンズ〈コリン・ハンクス〉）
- NCIS: ニューオーリンズ
  - シーズン3 #24（ヨハン）
  - シーズン5 #5（カシアス・プライド）
- 王女ピョンガン 月が浮かぶ川（オン・ヒョプ〈カン・ハヌル〉[82]）
- 男が愛する時（ハン・テサン〈ソン・スンホン〉[83]）
- 科学ファミリー ラボラッツ（ドナルド）
- 奇皇后 〜ふたつの愛 涙の誓い〜（タプジャヘ）
- ギフテッド 新世代X-MEN誕生（マルコス・ディアス / エクリプス〈ショーン・ティール〉）
- クリミナル・マインド FBI行動分析課
  - シーズン5（ターナー）
  - シーズン6（スコット）
  - シーズン10 #8（チャド・グリフィス〈エヴァン・ギャンブル〉）
- コーヒープリンス1号店（ファン・ミニョプ〈イ・オン〉）
- コールドケース6（ジェームズ・C・タリー）
- 恋するメゾン。〜Rainbow Rose〜（裕一〈ゴニル〉）
- ゴシップガール（チャック・バス〈エド・ウェストウィック〉）
- GOTHAM/ゴッサム（オズワルド・“ペンギン”・コブルポット〈ロビン・ロード・テイラー〉）
- コバート・アフェア/CIA諜報員アニー シーズン2（ザビエル）
- CSI:13 科学捜査班 #14（エステファン・メヒーア〈イグナシオ・セリッチオ〉）
- CSI:ニューヨーク4 #7（スティーヴ・キャプラン〈ダックス・グリフィン〉）
- CSI:マイアミ5 #2（V・レイ〈マンリー・ポープ〉）、（エリック・デルコ〈アダム・ロドリゲス〉）（シーズン7〜10）
- CSI:ベガス2 #5（ルーサー・カナル〈クリスチャン・ナバロ〉）
- シカゴ シリーズ（ケリー・セブライド〈テイラー・キニー〉）
  - シカゴ・ファイア
  - シカゴ P.D.
  - シカゴ・メッド
- 宿敵 因縁のハットフィールド&マッコイ（ウィリアム）
- 主任警部アラン・バンクス2（タイラー・ジャット）
- 新ビバリーヒルズ青春白書（イーサン）
- SUITS/スーツ（アレックス・ウィリアムズ〈デュレ・ヒル〉）
- スター・ウォーズシリーズ（マンダロリアン / ディン・ジャリン〈ペドロ・パスカル〉）
  - マンダロリアン[84][11]
  - ボバ・フェット/The Book of Boba Fett
- S.W.A.T. シーズン2 #12（デヴィッド・アリアス）
- 雪山飛狐（胡斐〈ニエ・ユエン〉）
- セナ(アラン・プロスト<マット・メラ>)
- ZeroZeroZero 宿命の麻薬航路（マヌエル・コントレラス〈ハロルド・トレス〉[85]）
- ダ・ヴィンチ・デーモン（レオナルド・ダ・ヴィンチ〈トム・ライリー〉）
- TOUCH/タッチ（ラヴィ）
- ダメージ（デービッド・コナー〈ノア・ビーン〉）※シーズン2
- TAKEN（黒人兵）
- PERSON of INTEREST 犯罪予知ユニット シーズン1 #15（マイケル・ケイヒル〈マイケル・アロノフ〉）
- 花ざかりの君たちへ〜花様少年少女〜（チン・シウイー〈中津秀一〉〈ウー・ズン〉）
- パパ（ハン・インピョ〈チョン・チャン〉）
- HAWAII FIVE-0 シーズン3 #14（ジョシュ・ラウリー〈ロビー・ジョーンズ〉）
- 秘密情報部 トーチウッド（イアント・ジョーンズ〈ギャレス・デヴィッド＝ロイド〉）
- ファッション王（カン・ヨンゴル〈ユ・アイン〉）
- フォーリング スカイズ（ダイ〈ピーター・シンコダ〉）
- 復活（ソ・ハウン〈ユ・ガンヒョク〉 / ユ・シンヒョク〈オム・テウン〉）
- Black Sails/ブラック・セイルズ（ジョン・シルバー〈ルーク・アーノルド〉）
- プラハの恋人
- ベイツ・モーテル（ディラン・マセット〈マックス・シエリオット〉）
- 海雲台の恋人たち（イ・ドンベク〈ゴニル〉）
- ホジュン〜伝説の心医〜（ユ・ドジ〈ナムグン・ミン〉）
- マーベル インヒューマンズ（マクシマス〈イワン・リオン〉）
- ミスター・サンタを探して（デヴィッド）
- 名探偵モンク2 #4
- メリは外泊中（ジョン・イン〈キム・ジェウク〉）
- 楽園（チェ・ジュグァン）
- リ・ジェネシス バイオ犯罪捜査班
- LUCIFER/ルシファー（ダン〈ケヴィン・アレハンドロ〉）

#### アニメ
- アルティメット・スパイダーマン ウェブ・ウォーリアーズ #16（#68）（アントマン / スコット・ラング）
  - アルティメット・スパイダーマン VS シニスター・シックス #13（#91）
- X-メン:エボリューション（クイックシルバー）
- エル・ドラド 黄金の都
- カーズ（ウィンゴ）
- 時光代理人 -LINK CLICK-（肖力〈シャオ・リー〉）-2シーズン[一覧 12]
- 史上最強のグーフィー・ムービー Xゲームで大パニック!
- スピリット
- スター・ウォーズ/クローン・ウォーズ
- スター・ウォーズ クローン大戦（シャア・ギ、クローン・トルーパー）
- KND ハチャメチャ大作戦（ナンバー5 / アビゲイル・リンカーン）
- デンジャーマウス（デンジャーマウス, シニスターマウス）
- ナッツジョブ 〜サーリー&バディのピーナッツ大作戦!〜（サーリー）
- バットマン（ウィザード）
- バットマン・ザ・フューチャー（ウィリー・ワット）
- フォスターズ・ホーム（ウィルト、ボウリング・ポール、リバース）
- マイロ・マーフィーの法則（ザック）
- モンスターVSエイリアン
- 勇者ソー 〜アスガルドの伝説〜（ファンドラル）※ディズニーXD版
- ライオン・キング3 ハクナ・マタタ
- リセス 〜ぼくらの休み時間〜（ハスラー・キッド）
  - リセス 〜ぼくらの夏休みを守れ!〜
- リブート（ハック）※カートゥーン ネットワーク版

### その他コンテンツ
- ギャラクシー渡辺のバトスピやろうぜ!（ナレーション）
- 天才てれびくんYOU（「魔」のもじもんまでぃえすの声）
- バトスピ エクストリームゲーム（紫のガーディアン）
- マスクプレイミュージカル『デリシャスパーティ♡プリキュア ドリームステージ』（2022年、ナルシストルー[86]）
- 東京ディズニーランド『スター・ツアーズ:ザ・アドベンチャーズ・コンティニュー』（2025年、マンダロリアン / ディン・ジャリン）

## ディスコグラフィ

### キャラクターソング
| 発売日       | 商品名                                                | 歌                                                                                 | 楽曲                                                  | 備考                                   |
| ------------ | ----------------------------------------------------- | ---------------------------------------------------------------------------------- | ----------------------------------------------------- | -------------------------------------- |
| 2011年4月6日 | イナズマイレブン キャラクターソングオリジナルアルバム | 染岡竜吾（加瀬康之）、飛鷹征矢（峯暢也）、不動明王（梶裕貴）、綱海条介（阪口周平） | 「Bad Boys Brother's Blues 〜海と漢と侠とモヒカン〜」 | テレビアニメ『イナズマイレブン』関連曲 |